# Ross Pearson
Ross Pearson, född 26 september 1984 i Sunderland, är en engelsk MMA-utövare som sedan 2009 tävlar i organisationen Ultimate Fighting Championship.